# 松山せいじ
松山 せいじ（まつやま せいじ、1975年（昭和50年）4月8日 - ）は、日本の漫画家。福岡県出身。男性。妻は同じく漫画家の松山紗夕。左利き。血液型O型。極端な巨乳の女性が登場する作品を多く描き、本人も同人誌などで自らを「おっぱい漫画家」と称している。
「奴隷をルーツに持つ人々だけが黒人として認められるのは間違っており、インド人は黒人である」という独特の価値観を持っている。

## 人物紹介
福岡第一高等学校卒業、代々木アニメーション学院マンガ・コミックプロ養成科卒業。1994年、徳間書店の『月刊マンガボーイズ』でデビュー。秋田書店の『週刊少年チャンピオン』で代表作『エイケン』を連載する。また本人名義（個人であるがサークル名は特に設定していない）で同人誌（全くの新作やアイドルマスター等の二次創作・エイケンを含む既存作品のスピンオフ要素の強い外伝作品などがある）作品を発表している。
自らの作品以外にも、『アイドルマスター』のコミックアンソロジー vol.1（一迅社）では表紙イラストを手がけた。また『週刊少年チャンピオン』（2007年（平成19年）8号）では、Xbox 360版『アイドルマスター』の紹介記事内でイラストの執筆などの活動をしている。
鉄道ファンであり小学館における「鉄作品」の仕掛け人の一人として知られる石川昌彦と意気投合した結果、鉄子を題材にした漫画・「鉄娘な3姉妹」などを手がける。
同ジャンルにおいては『ゆりてつ』以降、画風を従来のものとは変化させ、より少女漫画的なタッチに切り替え、芸風の広がりを見せるようになった。最も好きな駅は香椎線の海ノ中道駅（旧駅）、好きな新幹線は800系とされている。
2008年（平成20年）11月11日、「キミキス after days」のネームを担当した香月アイネと結婚した。
思想は保守、自民党支持。

## 作品一覧

### 連載作品
- 裏剣道ZERO（『月刊少年ガンガン』連載。コミックスは秋田書店刊、上下巻。エニックスから単行本は刊行されていない）
- エイケン（『週刊少年チャンピオン』連載。全18巻）
- ゾクセイ（『週刊少年チャンピオン』連載。全4巻）
- 琴子の道（『ヤングチャンピオン』連載。全2巻）
- ぶっ☆かけ（『ケータイ★まんが王国』連載。全11巻）
- おねがい♡アンナ先生（『ヤングコミック』連載。全1巻）
- ヤンほぼ（『月刊ヤングチャンピオン烈』連載。全2巻）
- おねがい♡アンナ先生P（『ヤングコミック』連載。全1巻）
- 鉄娘な3姉妹（『月刊サンデージェネックス』連載。全4巻）
- ゆりてつ 私立百合ヶ咲女子高鉄道部（『月刊サンデージェネックス』連載。全4巻）
- 先生彼女（『月刊ヤングキング』連載。全1巻）
- 人生 〜マンガの章〜（『月刊サンデージェネックス』連載。全3巻）
- なみだめし（『コロコロアニキ』連載）
- ギャル鉄（『チャンピオンRED』2020年12月号 - 2022年8月号、全2巻）
- ゾクセイf（『モバMAN』連載）

### 小説挿絵
- 僕は君たちほどうまく時刻表をめくれない（豊田巧著 / 小学館、ガガガ文庫刊）-『ゆりてつ』と同様の画風で執筆されている。
- レールアテンダントガール 車内販売にまいりました！（豊田巧著 / LINE、LINE文庫刊）

### 同人作品
- アイマスゾクセイ

### その他
- 泣き虫くん（『月刊マンガボーイズ』1995年8月号、読み切り作品）
- 逃亡車（『コミックボンボン』増刊号 読み切り連載）
- モウ烈!睡拳マスター（同上）
- ブラック・ジャック ふしぎなピノコ（『週刊少年チャンピオン』 2005年8号掲載、ブラック・ジャックをテーマにした読み切り作品）
- マコトのチカラ?（『週刊少年チャンピオン』 2005年9月25日増刊号掲載、読み切り作品。『エイケン公式ガイドブック』内に、作品が載っている）
- 天使の料理人?サンマ（『週刊少年チャンピオン』 2005年13号掲載、読み切り作品）
- 人造メイドたまご（『週刊少年チャンピオン』 2005年35号掲載、読み切り作品。『ぶっ☆かけ』第4巻に再録）
- THE IDOLM@STER コミックアンソロジー Vol.1（一迅社刊（ISBN 4-7580-0281-9）、表紙イラストのみ）
- レイナの姫ゴト!（『漫革』 2007年9月20日号No.59掲載、読み切り作品。お宝ヤングジャンプ再掲載）
- キミキス THE ANTHOLOGY（チャンピオンREDコミックス 2007年12月20日、秋田書店刊（ISBN 978-4-253-23038-4）。「キミキスゾクセイ」のタイトルで、一作品掲載）
- エイケン スピン★オフ（『COMICアキバナ!』 No.00掲載。読み切り作品）
- 奥サマは小学生（『チャンピオンRED いちご』読み切り連載。2008年11月20日、秋田書店刊（ISBN 978-4-253-23013-1））
- 小さな鉄のメロディ（『コミック鉄ちゃん』読み切り連載。2014年9月、辰巳出版刊）
- モーレツ アンとケートの大暴言（『コロコロアニキ』、2016年第6号 - 2017年夏号、アンケート募集漫画）

## アシスタント
- 佐藤健悦
- AK24[14]